# Eugraphe ditrapezium
Eugraphe ditrapezium là một loài bướm đêm trong họ Noctuidae.